# Circoncellioni
I circoncellioni o agonistici erano gruppi di persone legate al Donatismo del IV secolo dopo Cristo. Diffusi principalmente nell'Africa settentrionale, essi intrapresero una forma di lotta con rivendicazioni sociali nelle campagne riunendo una miscela di nazionalismo punico (anche se la tesi del nazionalismo è oggi superata, in favore delle rivendicazioni sociali), ostilità verso Roma e desiderio di rivalsa delle classi diseredate. Scomparvero dopo l'invasione dei Vandali. Essi fiancheggiarono i donatisti, e Agostino da Ippona addebita loro omicidi e aggressioni. Nonostante ciò, chi davvero fossero rimane ancora una questione aperta. Le fonti rivelano però che le violenze a loro attribuite furono limitate. Non è da escludere che si trattasse di monaci itineranti, praticanti quindi una forma di vita che Agostino avversava, squalificandola come vagabondaggio ipocrita e ozioso.

## Storia
La data della prima apparizione dei circoncellioni è incerta, ma probabilmente comparvero prima della morte di Costantino. Erano per la maggior parte abitanti delle campagne che non conoscevano il latino, ma parlavano il punico; è stato suggerito che potessero essere di origine berbera. Quando si unirono ai donatisti, da questi vennero chiamati agonistici e "soldati di Cristo", ma in realtà erano dei semplici briganti. Le loro bande infestavano tutte le province africane che percorrevano armati; non usavano spade perché a San Pietro era stato detto di riporre la sua spada nel fodero (Gv. 18,10-11), ma perpetravano continui atti di violenza con dei bastoni che chiamavano "Israeliti". Malmenavano le loro vittime senza ucciderle, ma lasciandole così malconce da farle morire. Ai tempi di Sant'Agostino, tuttavia, usavano le spade e qualsiasi tipo di arma potessero trovare; giravano accompagnati da donne non sposate, giocavano e bevevano. Il loro grido di battaglia era Deo laudes, e non si potevano incontrare banditi più terribili. Spesso cercavano la morte, considerando il suicidio alla stregua del martirio. Prediligevano lanciarsi nel vuoto, più raramente si gettavano in acqua o nel fuoco. Ciò era praticato anche dalle donne, quelle che si ritenevano peccatrici, per espiare le loro colpe si gettavano dagli scogli. A volte i circoncellioni cercavano la morte per mano di altri, sia pagando sicari per farsi uccidere, sia minacciando di uccidere un passante se questi non lo avesse ucciso, o inducendo i magistrati a condannarli a morte per le loro violenze. Mentre il paganesimo era ancora fiorente, essi si presentavano in gran numero a qualsiasi sacrificio non per distruggere gli idoli, ma per essere martirizzati. Teodoreto di Cirro riportava che i circoncellioni erano soliti annunciare la loro intenzione di diventare martiri molto tempo prima di attuarla, in modo da essere ben nutriti e trattati come bestie da macello.
(Teodoreto di Cirro, Haereticarum fabularum compendium, IV,VI)
Quando entrarono in polemica con i cattolici, i vescovi donatisti cercarono di sconfessare i loro sostenitori. Dichiararono che i suicidi gettandosi da una rupe erano stati vietati dai loro concili. Tuttavia, i corpi di questi suicidi venivano onorati in maniera sacrilega e folle intere celebravano i loro anniversari. Per questo, i loro vescovi non poterono fare altro che conformarsi a tale usanza e, comunque, molto spesso fecero uso delle forti braccia dei circoncellioni. Subito dopo la morte di Sant'Agostino, gli unici donatisti che conosceva Teodoreto erano i circoncellioni; e questi ultimi, agli occhi di coloro che non abitavano in Africa, erano il prototipo del donatista. Costoro erano pericolosi soprattutto per gli appartenenti al clero cattolico, dei quali attaccavano e saccheggiavano le case. Li picchiavano e li ferivano, mettevano calce ed aceto sui loro occhi e, talvolta, li costringevano ad essere ribattezzati. Sotto Axido e Fasir, "i capi dei Santi" di Numidia, le proprietà e le strade erano diventate insicure, i debitori venivano protetti, gli schiavi venivano fatti salire sulle carrozze dei loro padroni e questi ultimi vi venivano aggiogati. Pertanto, alla lunga, i vescovi donatisti richiesero l'intervento delle truppe del generale Taurino per combattere questi eccessi. I circoncellioni si arroccarono presso il villaggio di Ottava, in Numidia, e qui furono sconfitti. In questo luogo, gli altari e le tavole che potevano essere viste ai tempi di Sant'Ottato testimoniavano la venerazione di cui erano fatti oggetto i circoncellioni caduti. Tuttavia, i loro vescovi gli negarono la palma del martirio. Sembra che nel 336-337, il praefectus praetorio d'Italia, Gregorio, prese alcune misure contro i donatisti. Per questo motivo, Sant'Ottato narrava che Donato gli scrisse una lettera che iniziava: "Gregorio, macchia per il senato e vergogna per i prefetti".

## Riferimenti nella cultura di massa
Vengono citati come esempio di eretici dalla follia suicida dal bibliotecario cieco Jorge ne Il nome della rosa, nel dialogo finale con frate Guglielmo prima che la biblioteca e l'abbazia prendano fuoco. I Circoncellioni compaiono, con le medesime caratteristiche di fanatismo religioso, anche nel romanzo Baudolino di Umberto Eco, come guardie armate del Regno del Prete Gianni.